# Museu Arqueològic d'Atalanti
El Museu Arqueològic d'Atalanti és un museu que es troba a la ciutat d'Atalanti, al municipi de Lokroi, a Grècia.

## Història del museu
És en un edifici construït en la dècada de 1930 que tenia la funció d'escola secundària. La decisió d'assignar l'edifici a albergar les antiguitats arqueològiques de la zona es prengué al 1992. S'hi realitzaren una sèrie de reformes per condicionar l'edifici a la nova funció, que van concloure al 1998.

## Col·leccions

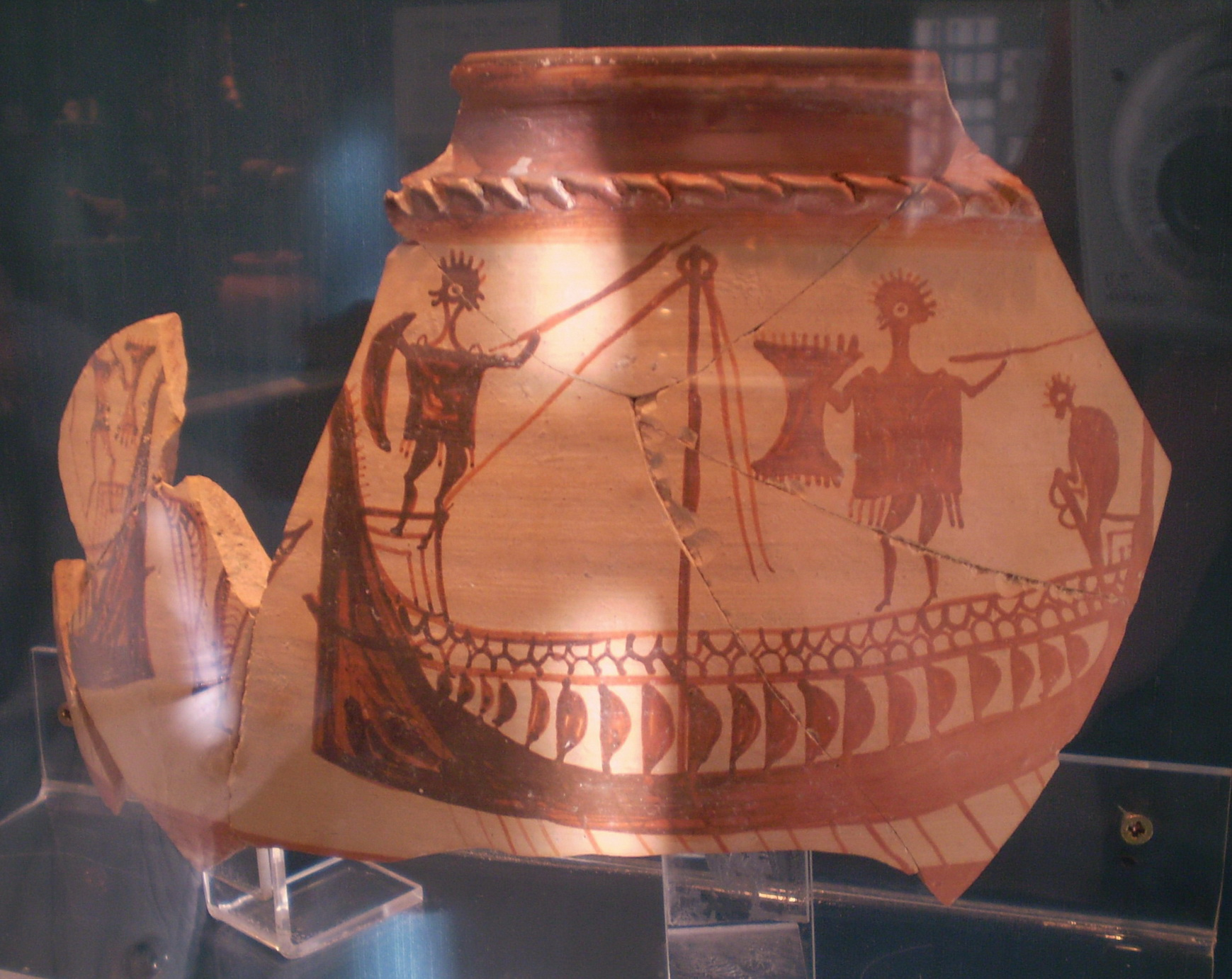
Peça de ceràmica de l'antiga Cinos

El museu conté una col·lecció de períodes compresos entre la prehistòria i l'època romana provinents sobretot de jaciments arqueològics de l'àrea de l'antiga Lòcrida i d'alguns de la part septentrional de l'antiga Fòcida.

### Períodes prehistòrics
Els objectes exposats es distribueixen en catorze sales. Del Neolític hi ha vasos, figuretes i eines de pedra i os. A l'edat del bronze primerenca pertanyen alguns objectes trobats en un assentament de l'àrea de Proskinà que semblen relacionar-la amb la cultura ciclàdica. D'altra banda, s'hi exposen gerros pertanyents al període del bronze mitjà i altres objectes apareguts en tombes del període micènic, entre els quals hi ha armes de bronze, terrissa, joies i segells. És destacable un anell d'or amb la representació d'un cavall galopant. Al període hel·làdic tardà IIIC pertany una altra sèrie de troballes provinents de l'assentament de Cinos entre les quals destaca un crater en què hi ha representada una escena naval.

### Períodes històrics
De períodes posteriors s'hi troben objectes de bronze i de ceràmica del període geomètric, peces de terrissa de figures negres i de figures roges dels períodes arcaic i clàssic, monedes de diversos períodes, ceràmica del període hel·lenístic i recipients de terrissa, vidre, ferro i bronze d'època romana, així com eines d'os.

### Altres àrees temàtiques
En una de les sales s'exposen eines de l'antiguitat pertanyents a diverses professions, com ara llauradors, pescadors, ceramistes, fusters i paletes, i en una altra objectes d'activitats tèxtils, així com joies i joguets per a nens. Finalment, hi ha una altra sala on hi ha objectes relacionats amb les pràctiques funeràries com màscares, pedres sepulcrals i objectes diversos que s'utilitzaven com a aixovar funerari.